# Operation Kayla Mueller

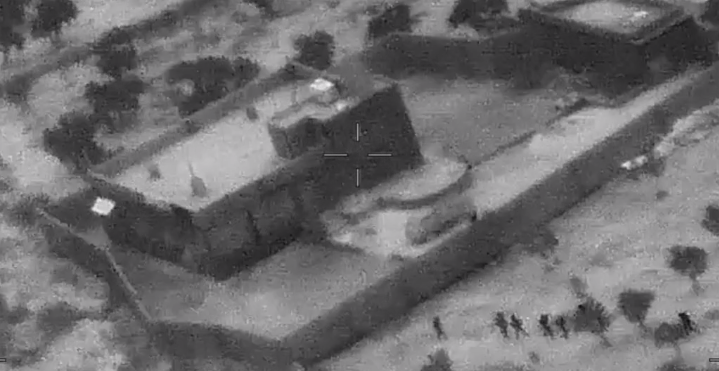
US-Spezialeinheit (unten rechts) beim Vorrücken auf das Zielgebäude der Operation Kayla Mueller

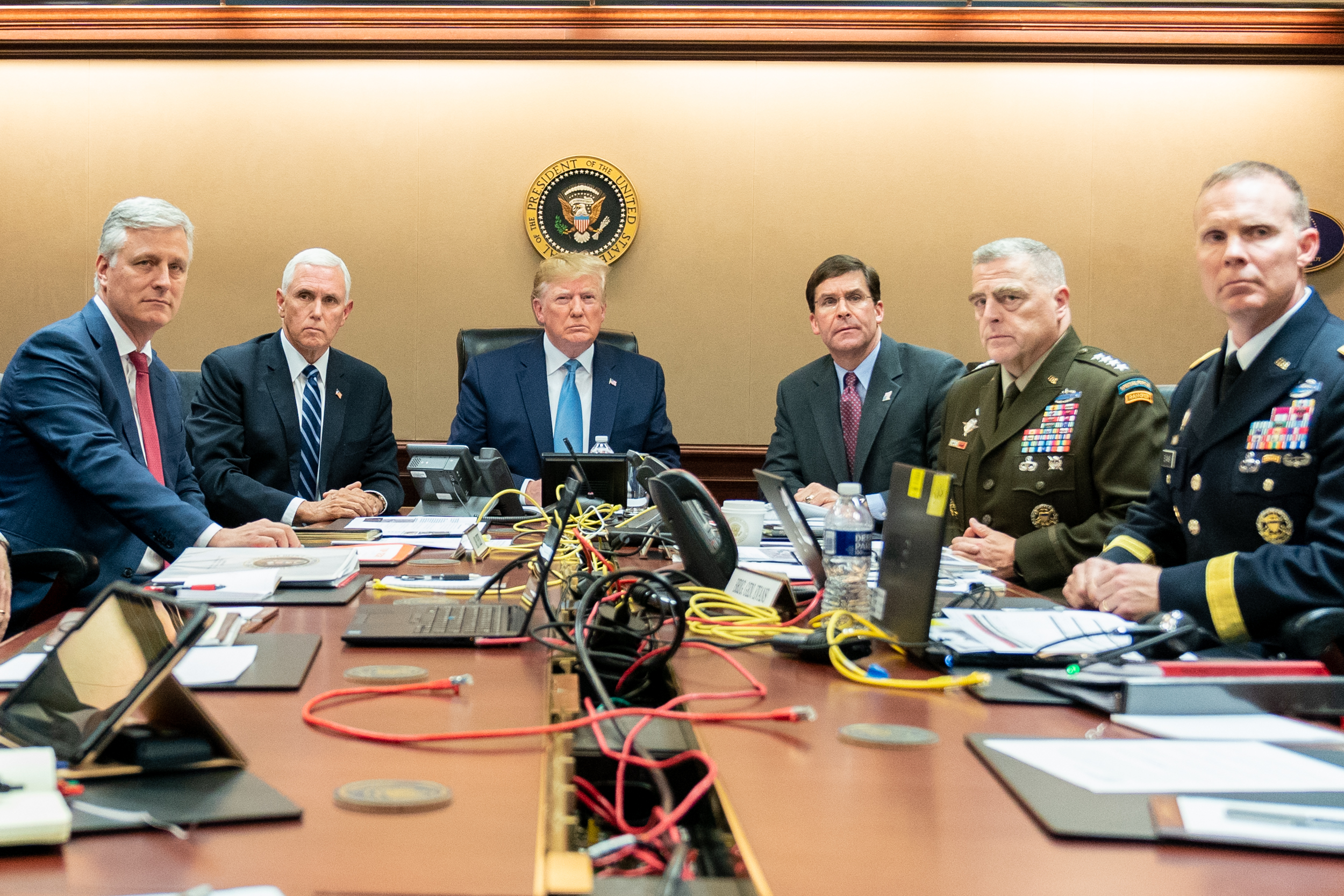
Donald Trump zwischen Vizepräsident Mike Pence (links) und Verteidigungsminister Mark Esper (rechts) im White House Situation Room während des Militäreinsatzes

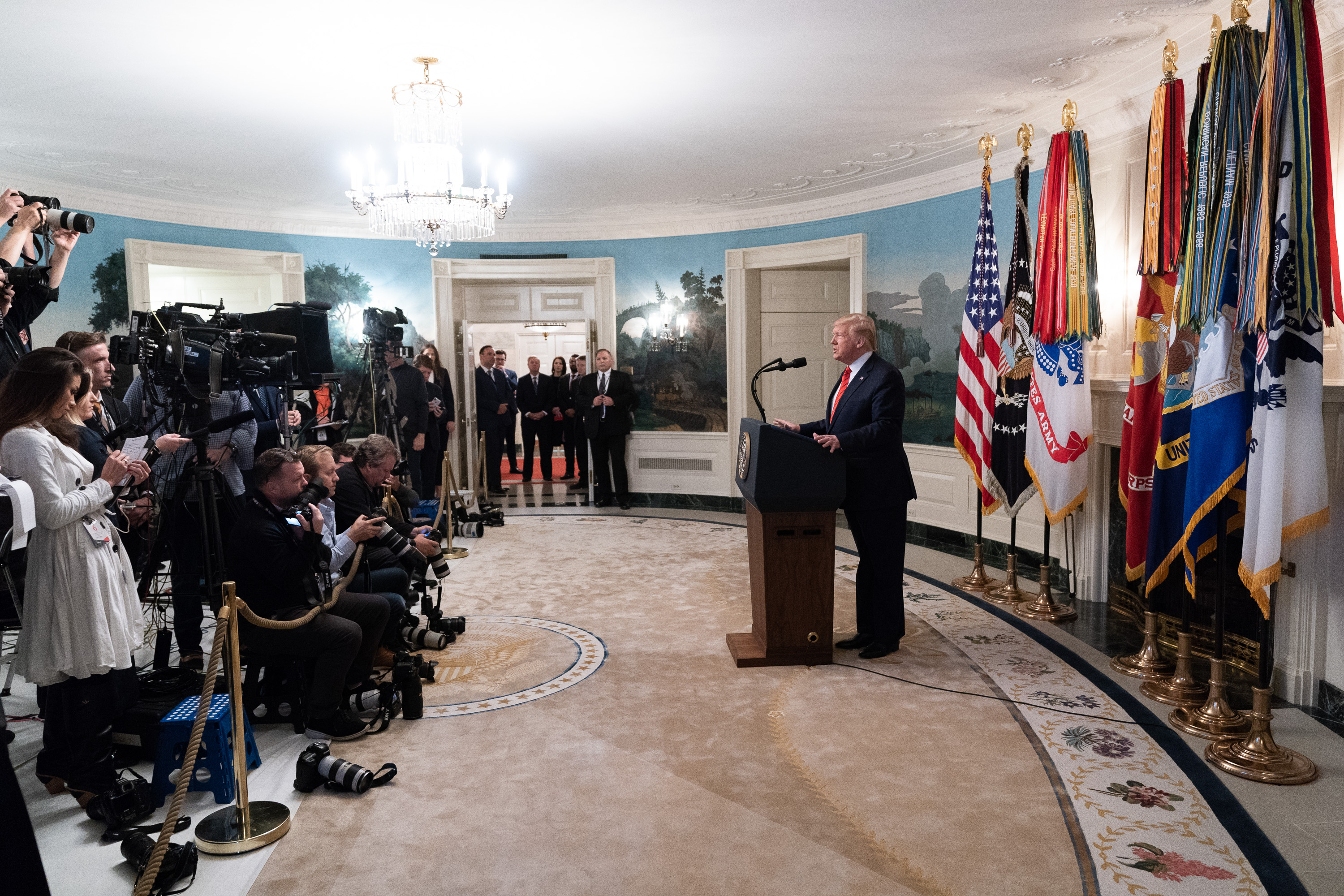
Fernsehansprache von Präsident Trump

Die Operation Kayla Mueller war ein US-amerikanischer Militäreinsatz in der Nacht vom 26. auf den 27. Oktober 2019 bei Barischa in Syrien und richtete sich gegen Abu Bakr al-Baghdadi, den Anführer der dschihadistischen Terrororganisation Islamischer Staat (IS), der dabei zu Tode kam.
Der Handstreich wurde von der Spezialeinheit Delta Force und weiteren Kräften ausgeführt und war nach der Entwicklungshelferin Kayla Mueller benannt, die in IS-Gefangenschaft mehrfach vergewaltigt worden war und 2015 ums Leben kam.
Nach Informationen der New York Times konnte al-Baghdadis Refugium lokalisiert werden, nachdem eine seiner Frauen, eine Frau seines Kuriers und sein Neffe, die zuvor in Syrien festgenommen worden waren, über die Region seines Aufenthaltsortes ausgesagt hatten. Die Spezialeinheit gelangte mit acht Hubschraubern (CH-47 Chinook, MH-60 Black Hawk und AH-64 Apache) des 160. Special Operations Aviation Regiments sowie unterstützt von Kampfjets und Drohnen von einer temporären US-Militärbasis in etwa einer Flugstunde zum Zielort.
Als sich al-Baghdadi, der sich im Haus eines Vertrauten aufhielt, nicht kampflos ergab, konnten ihn die Spezialkräfte laut Präsident Donald Trump in einem unterirdischen Tunnel ohne Ausgang stellen, wo er, verfolgt von dem Armeehund Conan, seine Sprengstoffweste zur Explosion brachte und sich und zwei seiner Kinder, die er dorthin mitgenommen hatte, tötete. Der Hund, der al-Baghdadi verfolgt hatte, wurde dabei leicht verletzt. Ebenfalls zu Tode kamen bei der Operation fünf IS-Mitglieder (vier Frauen und der Hausbesitzer) sowie etwa 10 bis 15 Miliz-Kämpfer, die sich den US-Soldaten von außerhalb näherten. Gleichzeitig wurden zwei IS-Kämpfer und Kinder gefangen genommen. Nachdem die amerikanischen Spezialkräfte nach etwa zwei Stunden den Ort mit Gefangenen und Beutematerial verlassen hatten, wurde das Anwesen durch einen Luftangriff vollständig zerstört.
Eine DNA-Analyse bestätigte Stunden später al-Baghdadis Identität. Den verstümmelten Leichnam al-Baghdadis bestattete das US-amerikanische Militär eigenen Angaben zufolge an einer ungenannten Stelle im Meer.
Die Aktion wurde am folgenden Sonntagmorgen US-Ortszeit von Präsident Trump mit einer Fernsehansprache aus dem „Diplomatic Reception Room“ des Weißen Hauses bekanntgegeben. Trump dankte neben den US-amerikanischen Einheiten, bei denen niemand ernsthaft verletzt worden sei, den Nachrichtendiensten der syrisch-kurdischen Verbände und des Irak sowie Russland, Syrien und der Türkei, die in den Überfluggebieten und im Angriffsziel den Luftraum beherrschten.
Nach der Operation wurde durch Donald Trump auf Twitter ein erstes Foto des Armeehundes Conan veröffentlicht; wenig später wurde er im Weißen Haus der Presse vorgestellt.
Am 31. Oktober bestätigte der IS den Tod al-Baghdadis und ernannte Abu Ibrahim al-Haschimi al-Quraischi zu seinem Nachfolger.